# The Fog of War
The Fog of War: Eleven Lessons from the Life of Robert S. McNamara is een met een Oscar bekroonde Amerikaanse documentaire uit 2003 van regisseur Errol Morris. De rolprent ging op 8 april 2004 in Nederland in première.

## Inhoud
Robert McNamara was Secretary of Defense van de Verenigde Staten onder de presidenten John F. Kennedy en Lyndon B. Johnson. In The Fog of War vertelt hij aan de hand van 'elf geleerde lessen' over de ervaringen en inzichten die hij in functie opdeed. McNamara wordt geïnterviewd en bespreekt hoogte- en dieptepunten, waarbij archiefbeelden ter illustratie dienen. Onder meer zijn rol in de Tweede Wereldoorlog, de Cubacrisis en de Vietnamoorlog komen aan bod.
De complete versie van The Fog of War duurt 107 minuten. Philip Glass verzorgde de muziek.

## Prijs
- Academy Award voor Beste Documentaire
- CFCA Award - Chicago Film Critics Association Awards
- Independent Spirit Award - Independent Spirit Awards
- LAFCA Award - Los Angeles Film Critics Association Awards
- NBR Award - National Board of Review
- TFCA Award - Toronto Film Critics Association Awards

## Dvd
The Fog of War verscheen op 11 mei 2004 in de Verenigde Staten op Dvd.

## Trivia
- De dvd bevat een tekst van McNamara waarin hij verklaart dat de elf lessen uit de documentaire niet de zijne zijn. Vervolgens presenteert hij (alleen op papier) Robert S. McNamara's 10 Lessons.